# Old Lefty
Old Lefty (vecchio mancino) fu un lupo grigio maschio attivo per otto anni a Burns Hole nella Contea di Eagle in Colorado. Fu responsabile per la uccisione di 384 capi di bestiame prima di essere finalmente intrappolato. Il suo nomignolo derivava dalla perdita d'una zampa sinistra in una tagliola nel 1913. Fu infine intrappolato una seconda e ultima volta nell'inverno del 1920 dal cacciatore governativo Bert Hegewa, che lo legò a un palo per attirare il resto del suo branco, che fu sterminato nell'arco di tre notti.
Il teschio, la pelliccia, e i fluidi odoriferi di Old Lefty furono regalati al biologo Stanley Paul Young, che notò che il lupo fosse quasi sdentato, portandolo alla conclusione che avesse almeno 12 anni. Young avrebbe poi usato l'odore di Old Lefty durante la sua caccia a Old Whitey, un altro lupo predatore di bestiame tre anni dopo. Nel 1922, il vecchio territorio di Old Lefty fu subentrato da "Gray Terror", un altro lupo solitario che divenne famigerato per la sua mutilazione di bestiame.